# 남나오군
남나오군은 펫차분주의 행정 구역이다. 이 지역의 총 인구 수는 2000년 기준으로 15485명이다. 인구 밀도는 25.0km2이다.

## 행정 구역
| 1. | Nam Nao    | น้ำหนาว |  |
| 2. | Lak Dan    | หลักด่าน |  |
| 3. | Wang Kwang | วังกวาง |  |
| 4. | Khok Mon   | โคกมน  |  |